# Lista personajelor din Familia Jetson
Aceasta este o listă cu personajele fictive din Familia Jetson.

## Familia Jetson

### George Jetson
George Jetson este un familist muncitor care lucrează zile lungi, obositoare, de câte trei ore la compania Spacely's Sprockets.Activitatea preferată a lui George Jetson, capul familiei, este să se relaxeze acasă după o zi grea la muncă, dar din păcate, ceilalți membri ai familiei Jetson fac acest lucru imposibil!

### Jane Jetson
Sufletul familiei Jetson, Jane, mamă și soție, se îngrijește de toată familia, de obicei lăsând toată treaba în grija menajerei Rosie.Jane este obsedată de modă și de achiziționarea celor mai noi dispozitive care economisesc timp în gospodărie, dar se poate conta oricând pe ea pentru a-i susține pe ceilalți membri ai familiei.

### Elroy Jetson
Fiul cel bun la suflet al familiei Jetson, Elroy Jetson, este un copil extrem de inteligent de șapte ani, obsedat de tot ce ține de era spațială.În timp ce restul familiei se implică în dileme din viața de zi cu zi, Elroy țintește mai sus, fiind în același timp vocea rațiunii în familia Jetson.

### Judy Jetson
Judy Jetson, fiica adolescentă extrem de populară, este genul tipic de fată de șaisprezece ani a secolului 21, obsedată de haine și băieți, băieți și haine și de ce haine să poarte la întâlnirile cu băieții.Din toată familia Jetson, Judy are viața socială cea mai activă, prin urmare George se alege cu cea mai mare notă de plată la telefon!

### Rosie
Rosie, robusta menajeră robot a familiei, poate părea o adunătură de metal și de beculețe care clipesc, dar pentru ei este un membru mult iubit al familiei.Rosie se ocupă de Elroy și de tot menajul din gospodărie, toate în timp record.Cu toate acestea, se pare că familia Jetson tot găsește destule motive să intre în panică.

### Astro
Astro este câinele vorbitor al familiei. El a fost găsit prima dată de Elroy în episodul, "The Coming of Astro". A mai apărut de asemenea și în Space Stars în segmentul „Astro and the Space Mutts” ca membrul al echipei „Space Ace”.

### Orbitty
Orbitty este o creatură alb-movă cu picioarele arc cu care are puterea de a sări. Orbitty are abilitatea de a-și exprima emoțiile schimbându-și culoarea.

## Alte personaje

### Domnul Spacely
Cosmo G. Spacely este șeful lui George Jetson și proprietar la Spacely Space Sprockets. Spacely are păr negru și un temperament negativ. Sintagma lui Spacley este „Jetson, ești concediat”.

### R.U.D.I.
R.U.D.I. este computerul de lucru a lui George și cel mai bun prieten, următorul după câinele lui, Astro. El are o personalitate umană și este un membru al societății Preventing Cruelty to Humans.